# Août 1959

## Événements
- 1er - 8 août : le 44e congrès mondial d’espéranto a lieu à Varsovie. Il rassemble 3256 participants.
- 2 août (Formule 1) : sixième grand prix de la saison 1959 en Allemagne, remporté par Tony Brooks sur Ferrari.
- 4 - 8 août : conférence de Monrovia. Réunion de neuf pays indépendants d'Afrique avec le Gouvernement provisoire de la République algérienne, dont la résolution incite la France à reconnaître l'indépendance de l'Algérie[1].
- 7 août : le satellite américain Explorer VI retransmet les premières images de la Terre depuis l'espace. Le 28 septembre il retransmettra les premières séquences télévisuelles.
- 12 août : la sonde russe « Luna 2 » devient le premier engin s'écrasant sur la lune.
- 17 août :
  - Par son manifeste politique (le Manipol), Soekarno rétablit la Constitution de 1945 en Indonésie. Dès l’année suivante, une Assemblée consultative populaire temporaire, dont les membres sont nommés par Soekarno, remplace la Chambre des représentants, ce qui marque le début de ce que Soekarno appelle la « Démocratie dirigée » (1959-1965). Dans son désir de soutenir l’idée d’unité dans la diversité, le gouvernement développe une idéologie d’État appelée Pancasila, qui comprend cinq principes fondamentaux : la foi en un Dieu, une humanité juste et civilisée, l’unité de l’Indonésie, la justice sociale pour tous et la démocratie guidée par le consensus. L’objectif de Soekarno est le Nasakom, c’est-à-dire la participation à un même mouvement de trois courants : le nationalisme (nas), les forces religieuses (agama) et les communistes (Komunism).
    - La désorganisation de l’économie et la corruption amènent Soekarno à proposer une «démocratie dirigée» seule capable à ses yeux de refaire l’unité du pays.

  - Lancement de Kind of Blue de Miles Davis. Il fut l'album de jazz traditionnel le plus populaire de tous les temps. John Coltrane, Cannonball Adderley et Bill Evans ont participé à l'enregistrement.
  - Première de la pièce Bousille et les Justes de Gratien Gélinas, présentée à la Comédie canadienne de Montréal. C'est une peinture colorée d'une société où l'on cherche à tout prix à éviter le scandale.
- 20 août : élection générale terre-neuvienne.
- 21 août :
  - Hawaii devient le 50e État des États-Unis.
  - Le Pacte de Bagdad devient le CENTO.
- 23 août (Formule 1) : septième grand prix de la saison 1959 au Portugal, remporté par Stirling Moss sur Cooper-Climax.
- 25 août : début de l'aide militaire américaine au Laos.
- 26 août : Lancement commercial de l'Austin Mini
- 28 août : dernier épisode de la série télévisée américaine RinTinTin.

## Naissances
- 1er août : Joe Elliott, chanteur britannique du groupe Def Leppard.
- 2 août : Anne Lauvergeon, femme d'affaires française, présidente du directoire d'Areva (France).
- 3 août : Koichi Tanaka, scientifique japonais lauréat du prix Nobel de chimie en 2002 (Japon).
- 5 août : Scott D. Altman, astronaute américain (États-Unis).
- 6 août : Guy Brice Parfait Kolélas, homme politique congolais (RC) († 22 mars 2021).
- 9 août : Idrissa Seck, homme politique sénégalais.
- 10 août : Rosanna Arquette, actrice américaine (États-Unis).
- 11 août : Jacques Poirier, écrivain.
- 14 août : Magic Johnson, champion de basket-ball américain (États-Unis).
- 16 août : Laura Innes, actrice et réalisatrice américaine (États-Unis).
- 17 août : Joseph Beti Assomo, homme politique camerounais.
- 20 août : Renaud Marx, acteur et doubleur vocal français
- 22 août : Tarek Alarabi Tourgane, chanteur, auteur-compositeur-interprète et musicien syrien.
- 24 août : Marie Carmen, chanteuse québécoise (Québec).
- 26 août : 
  - Kathryn P. Hire, astronaute américaine (États-Unis).
  - Zéphirin Diabré, homme d'affaires et homme politique du Burkina Faso.
- 27 août : Gerhard Berger, ancien pilote automobile autrichien de Formule 1 (Autriche).
- 29 août :
  - Chris A. Hadfield, spationaute canadien (Canada).
  - Rebecca De Mornay, actrice américaine (États-Unis).
- 30 août :
  - Yves Calvi, journaliste français (France).
  - Karim Kacel, chanteur français (France).
- 31 août : Laurence Parisot, femme d'affaires française, présidente de l'Institut français d'opinion publique (IFOP) et du MEDEF (France).

## Décès
- 6 août : Wanda Landowska, pianiste virtuose d'origine polonaise (° 1879).
- 17 août : Pierre Paulus, peintre belge (° 16 mars 1881).
- 28 août : Bohuslav Martinů, compositeur tchèque (° 1890).